# Херцог, Рудольф

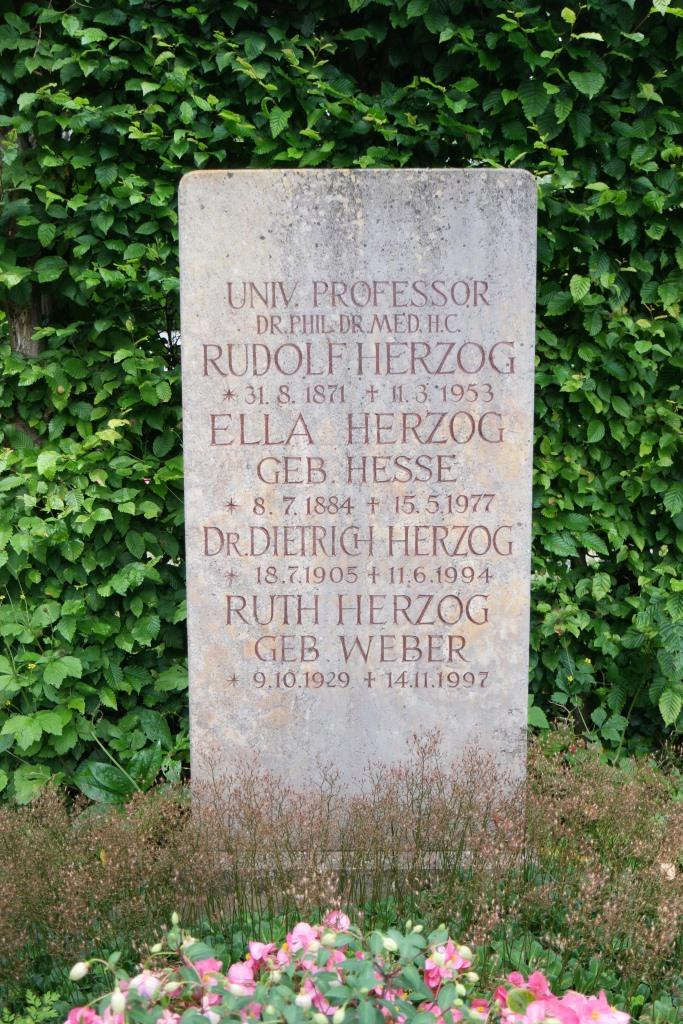
Надгробие классического филолога и историка медицины Рудольфа Херцога (1871—1953) на кладбище в Пуллах, Бавария.

Рудольф Людвиг Фридрих Херцог (нем.  Rudolf Ludwig Friedrich Herzog 31 августа 1871, Тюбинген — 11 марта 1953, Пуллах-им-Изарталь) — немецкий классический филолог, археолог и историк медицины.

## Биография
Сын тюбингенского профессора Эрнста фон Херцога (Ernst von Herzog, 1834—1911).
Учился в гимназии и протестантских теологических семинарах в городах Маульбронн и Блаубойрен.
Учился классической филологии в Боннском, Берлинском и Тюбингенском университетах.
В 1897/98 году, получив стипендию Германского археологического института, совершил путешествие на Средиземное море и в частности на остров Кос.
В 1899 году стал первым преподавателем и в 1903 году экстраординарным профессором.

## Асклипион острова Кос

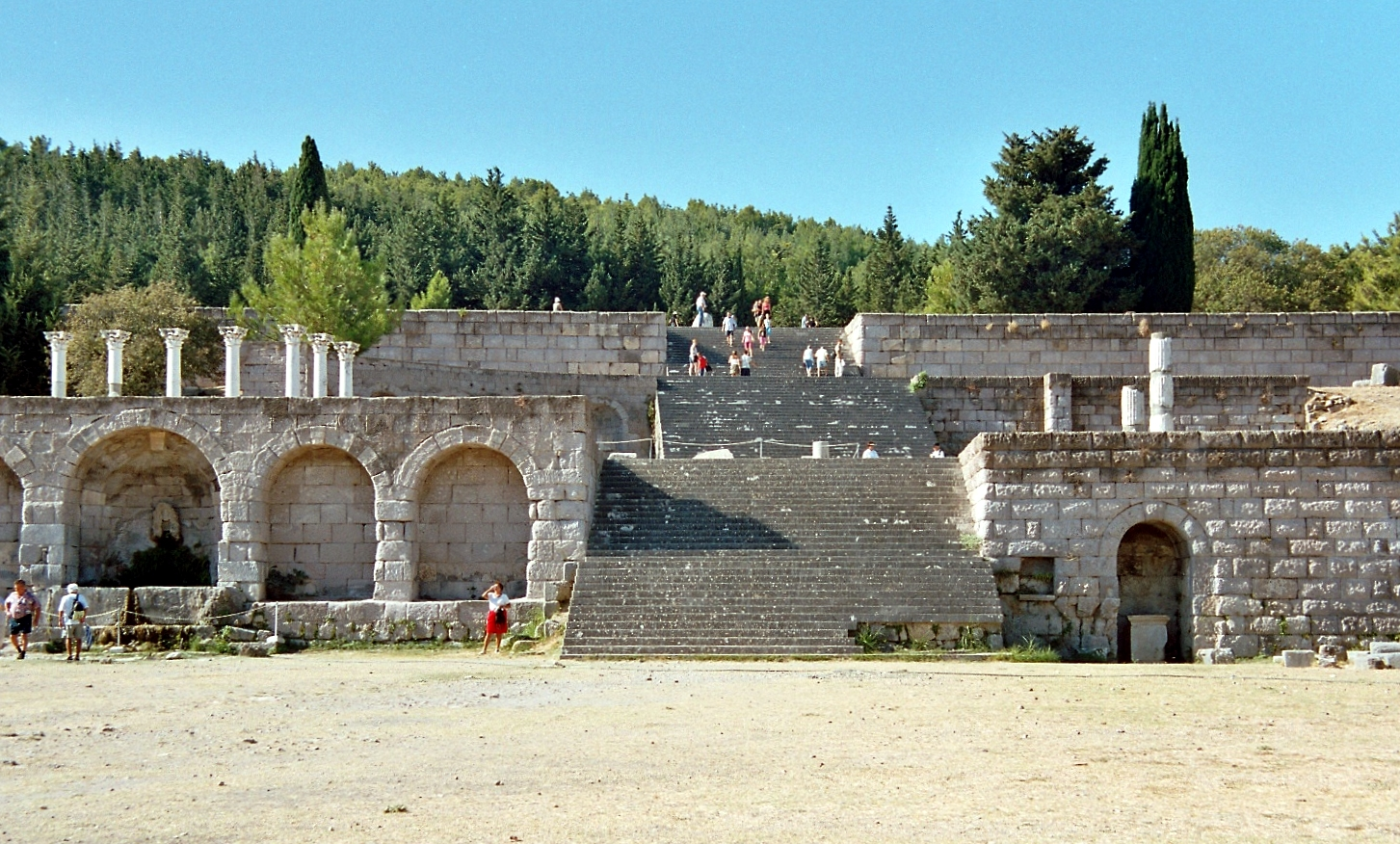
Асклипион острова Кос.

Поиски святилища бога медицины и врачевания Асклипия основывались на отрывках древних литературных и театральных произведений и начались с конца XIX века.
Херцог работал на острове с 1900 по 1907 год.
С помощью местного археолога любителя Якова Заррафтиса (Ιάκωβος Ζαρράφτης), который указал ему вероятное место нахождения святилища, Херцог начал систематические раскопки святилища в 1902 году.
В 1930-е годы раскопки продолжили итальянские археологи, которые приступили также к реставрации части памятников.

## Последующие годы
С 17 июля 1909 до конца зимнего семестра 1913/14 он был профессором греческой филологии в Базеле и преемником Фердинанда Зоммера (Ferdinand Sommer).
В 1914 году он принял приглашение Гисенского университета в качестве профессора классической филологии и преемника Альфреда Кёрте (Alfred Körte);
В 1928 году он был избран на один год ректором университета Гессена и в 1933 году назначен его канцлером. В 1936 году стал Эмеритом.
Рудольф Херцог был членом NSDAP.
В 1933 году получил звание почётного доктора медицинского факультета  Ростокского университета и в 1941 году стал действительным членом Баварской академии наук.
В качестве члена ассоциации немецких спортивных клубов, он был председателем ассоциации до 1945 года.
Он был дедом по отцовской линии немецкого кинорежиссёра  Вернера Херцога.

## Некоторые работы
- Koische Forschungen und Funde. Dieterich, Leipzig 1899 (Nachdruck Olms, Hildesheim 1983, ISBN 3-487-07063-4).
- «Из истории банковского дела в древности» (Aus der Geschichte des Bankwesens im Altertum: Tesserae nummulariae. A. Töpelmann, Gießen 1919.)
- «Положение филологии в университете» (Die Stellung der Philologie in der Universität. A. Töpelmann, Gießen 1929 (Rede zur Jahresfeier der Hessischen Ludwigs-Universität am 1. Juni 1929).
- с Гюнтером Клаффенбахом (Günther Klaffenbach) «Асилум Коса» (Asylieurkunden aus Kos. Akademie-Verlag, Berlin 1952 (Abhandlungen der Deutschen Akademie der Wissenschaften zu Berlin. Klasse für Sprachen, Literatur und Kunst. Jg. 1952, Nr. 1).